# Индонезија на Светском првенству у атлетици на отвореном 2017.
Индонезија је учествовала на Светском првенству у атлетици на отвореном 2017. одржаном у Лондону од 4. до 13. августа петнаести пут. Репрезентацију Индонезије представљала је 1 такмичарка која се такмичила у трци на 200 метара.,
На овом првенству Индонезија није освојила ниједну медаљу, нити је постигнут неки рекорд.

## Учесници
Жене:
- Улфа Силпијана — 100 м

## Резултати

### Жене
| Атлетичарка    | Дисциплина | Лични рекорд | Квалификације | Квалификације | Полуфинале            | Полуфинале            | Финале                | Финале       | Детаљи |
| Атлетичарка    | Дисциплина | Лични рекорд | Резултат      | Место         | Резултат              | Место                 | Резултат              | Место        | Детаљи |
| -------------- | ---------- | ------------ | ------------- | ------------- | --------------------- | --------------------- | --------------------- | ------------ | ------ |
| Улфа Силпијана | 200 м      | 24,94        | 25,23         | 7. у гр. 2    | Није се квалификовала | Није се квалификовала | Није се квалификовала | 45 / 46 (47) |        |